# Peperomia gutierrezana
Peperomia gutierrezana är en pepparväxtart som beskrevs av Truman George Yuncker. Peperomia gutierrezana ingår i släktet peperomior, och familjen pepparväxter. Inga underarter finns listade i Catalogue of Life.